# Alberto Bustamante Belaunde
Alberto Bustamante Belaunde (ur. 1950 w Arequipie, zm. 7 lutego 2008 w Limie) – peruwiański polityk, premier Peru w latach 1999–2000. Był członkiem partii Nowa Większość / Sojusz Zmiany 1990.
Za czasów rządów prezydenta Alberto Fujimori był premierem Peru (48. w historii państwa). Od lipca 2007 pracował jako doradca Stosunków Zagranicznych Komitetu. Bustamante był także znanym profesorem uniwersytetów takich jak Papieski Uniwersytet Katolicki w Peru czy Uniwersytetu Fizyki Stosowanej.
Zmarł na zawał serca. Przebywał akurat w peruwiańskim kongresie. Miał 57 lat.